# لو گراهام
لوئیس کریس گرامام (به انگلیسی: Louis Krebs Graham) (زاده ۷ ژانویهٔ ۱۹۸۳) گلف باز حرفه ای آمریکایی است. بیشتر بردهای او در دههٔ ۱۹۷۰ بود.